# Scoglio Zaglava
Lo scoglio Zaglava o isolotto Zaglava (in croato Zaglav) è uno scoglio disabitato della Croazia, che fa parte dell'arcipelago delle isole Quarnerine ed è situato a ovest dell'isola di Cherso e a est dell'Istria.
Amministrativamente appartiene alla città di Cherso, nella regione litoraneo-montana.

## Geografia

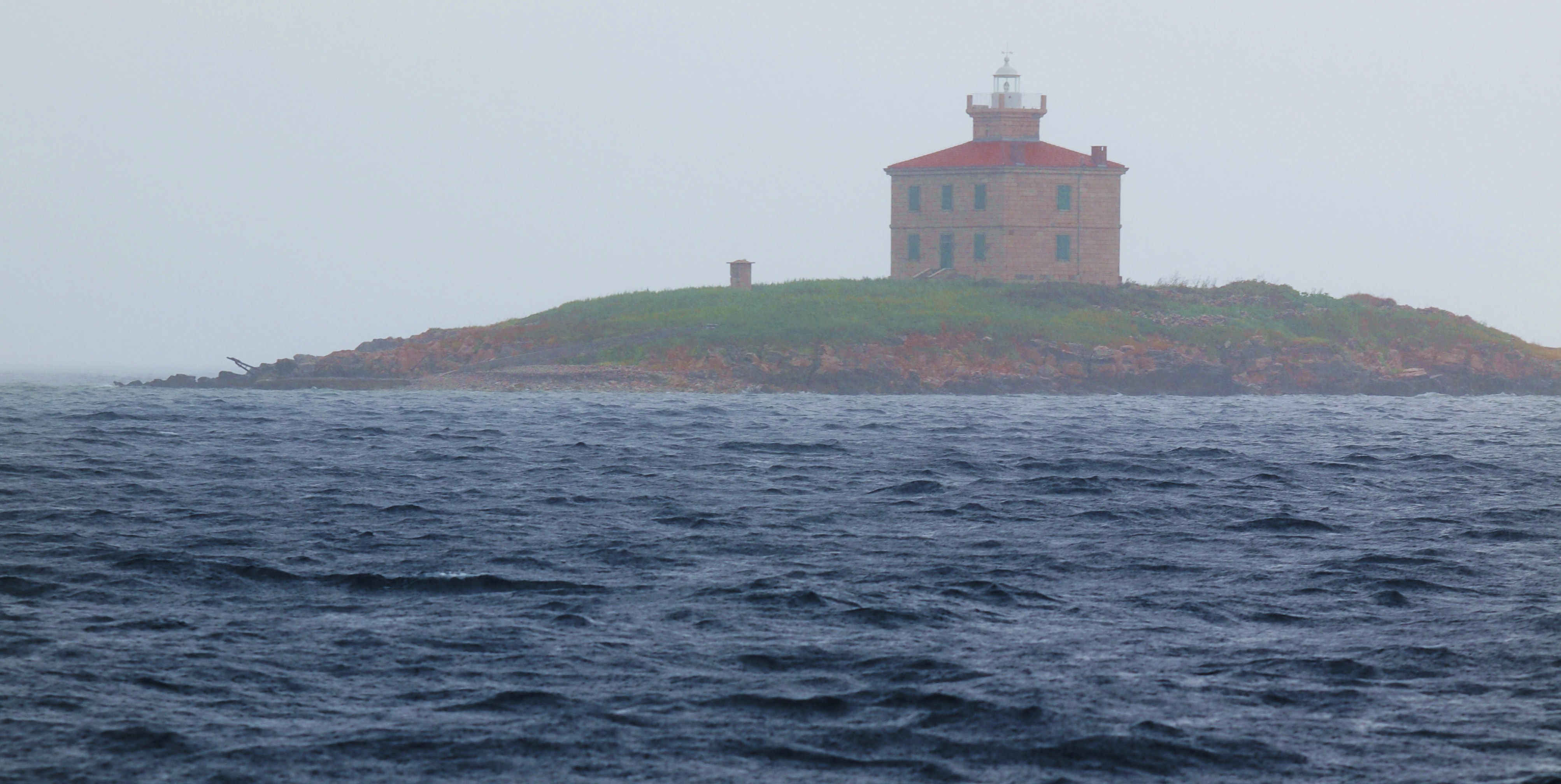
Altra vista dello scoglio e del suo faro.

Lo scoglio Zaglava si trova nella parte centrale del Quarnero, 1,12 km a nordovest della punta omonima (punta Zaglava, rt Zaglav) sull'isola di Cherso e 11,5 km a est della penisola d'Istria.
Zaglava è uno scoglio di forma ovale, orientato in direzione sudovest-nordest, che misura 125 m di lunghezza e 90 m di larghezza massima; ha una superficie di 0,003 km² e uno sviluppo costiero pari a 0,223 km. Nella parte centrale, raggiunge la sua elevazione massima di 6,9 m s.l.m..
Nel 1876 l'impero austro-ungarico vi costruì un faro a pianta quadra alto 15 m e con una portata di 19 km.